# 101번째 프러포즈 (2006년 드라마)
《101번째 프러포즈》는 2006년 5월 29일부터 2006년 7월 25일까지 방영된 SBS 월화드라마이다.

## 등장 인물

### 주요 인물
- 이문식 : 박달재(38세) 역
- 박선영 : 한수정(29세) 역

### 주변 인물
- 홍수아 : 한금정(24세) 역
- 이중문 : 박민재(26세) 역
- 송창의 : 서현준(29세) 역
- 정성환 : 정우석(33세) 역, 찬혁 역(1인 2역)
- 조은숙 : 노정순(33세) 역

### 그 외 인물
- 임현식 : 박창만 역
- 최란 : 장은임 역
- 김형자 : 염선자 역
- 김지혜 : 노채영 역
- 정경호 : 오용필 역
- 김종석 : 이성철 역
- 윤영미 : 윤은영 역

### 특별 출연
- 이준기 : 이준기 역 (1회)
- 조연우 : 맞선남 역

## 결방
- 2006년 6월 13일 : 2006년 FIFA 월드컵 G조 〈대한민국 VS 토고〉 중계방송으로 인해 결방
- 2006년 6월 14일 : 2006년 FIFA 월드컵 H조 〈스페인 VS 우크라이나〉 중계방송으로 인해 결방
- 2006년 6월 21일 : 월드컵 관련 편성으로 결방

## 참고 사항
- 이문식의 첫 드라마 주연작이다.
- 당초 《하늘이시여》 후속 주말극장으로 기획되었으나 연장방송을 결정하게 됨에 따라 《연애시대》 후속 월화극으로 변경됐다.[1]
- 당초 〈내겐 너무 완벽한 그녀〉란 제목이었으나[2] "드라마 내용을 제대로 살리지 못한다"는 비판을 받자 시청자들 귀에 익숙한 원작 제목으로 되돌아왔다.[3]
- 당초 16부작으로 기획되었으나 MBC 《주몽》으로 인한 시청률의 부진이 이어지고 월드컵과 맞물려 중계 방송으로 인해 세 차례에 걸쳐 결방되면서 15부작으로 조기종영됐다.[4]
- 노총각의 사랑 만들기란 주요 내용이 주시청층인 여성들의 공감을 얻지 못한 것이 실패의 원인으로 분석됐다.[5]